# Tim-Philip Jurgeleit
Tim-Philip Jurgeleit (* 8. September 1989 in Kiel) ist ein deutscher Handballspieler. Er stand zuletzt beim Zweitligisten HC Elbflorenz unter Vertrag.

## Karriere
Tim-Philip Jurgeleit erlernte das Handballspielen beim TSV Kronshagen. Zwei Jahre später wechselte der Linksaußen in die Jugend des THW Kiel. Nach einer Saison bei der Jugendmannschaft des Rekordmeisters unterschrieb er seinen ersten Profivertrag. Zusätzlich wurde er mit einem Zweitspielrecht für den in der 2. Bundesliga Nord spielenden TSV Altenholz ausgestattet. Sein Bundesligadebüt feierte Jurgeleit am 18. Februar 2009 beim Heimspiel gegen GWD Minden. Eine Woche später durfte er auch sein Debüt in der EHF Champions League gegen GOG Svendborg TGI feiern, blieb aber torlos. Am 3. Juni 2009 spielte Tim-Philip Jurgeleit beim Auswärtsspiel in Essen das erste Mal in der Startaufstellung und erzielte sechs Tore. Bedingt durch das Kooperationende zwischen THW Kiel und TSV Altenholz wechselte Tim-Philip Jurgeleit zum letztgenannten Verein, wo er 113 Tore in 29 Spielen erzielte. Zur Saison 2010 wechselte er zum KTV Visp in die 1. Liga, der dritthöchsten Spielklasse der Schweiz. Ein Jahr später wechselte er zum damaligen Drittligisten SV Henstedt-Ulzburg. Dort teilt er sich mit Jens Thöneböhn seinen Platz als Linksaußen. Im Jahr 2012 stieg er mit dem SVHU in die 2. Bundesliga auf. Im Sommer 2013 wechselte er zum HC Elbflorenz. Im Juni 2019 wurde sein Vertrag in beiderseitigem Einvernehmen aufgelöst. Anschließend schloss er sich dem Sachsenligisten HSV Weinböhla an.
Seit 22. September 2022 ist Jurgeleit beim Radebeuler HV; er wird dort zukünftig als Spieler und Co-Trainer agieren.

## Erfolge
- Deutscher Meister 2009
- DHB-Supercup-Sieger 2008
- NOHV-Meister 2006 (A-Jugend)

## Bundesligabilanz
| Saison    | Verein   | Spielklasse | Spiele | Tore | 7-Meter | Feldtore |
| --------- | -------- | ----------- | ------ | ---- | ------- | -------- |
| 2008/09   | THW Kiel | Bundesliga  | 2      | 7    | 0       | 7        |
| 2008–2009 | gesamt   | Bundesliga  | 2      | 7    | 0       | 7        |